# La polizia ha le mani legate
La polizia ha le mani legate è un film poliziottesco del 1975 diretto da Luciano Ercoli.

## Trama
In un albergo di Milano, dove è in corso un convegno di arte al quale partecipano rappresentanti di molte nazioni straniere, esplode una bomba che causa diversi morti e feriti. Nell'albergo si trova il commissario Matteo Rolandi, che si è introdotto nella stanza di uno degli ospiti presenti (un trafficante di droga) anch'esso rimasto vittima della strage. Qualche ora dopo il suo collega Balsamo si imbatte casualmente nell'attentatore, Franco Ludovisi, che però riesce a fuggire. Il giorno dopo Balsamo viene ucciso da un misterioso killer. Le indagini ufficiali vengono affidate al procuratore Di Federico, ma Rolandi cerca per conto suo di trovare i mandanti della strage e dell'omicidio del collega. Ogni qualvolta egli riesce a trovare una pista giusta, vengono però subito eliminate le persone ritenute scomode da parte dell'organizzazione. Quest'ultima si scoprirà poi, alla fine, di avere radici persino nella magistratura milanese. Di Federico rinuncia così all'incarico mentre Rolandi proseguirà le sue indagini. Rolandi scopre che il killer è uno dei partecipanti alla strage che viene ucciso da Rolandi stesso.

## Produzione
La trama del film si rifà alla strage di piazza Fontana. I funerali che si vedono in televisione sono immagini reali delle esequie in onore alle vittime degli attentati.

## Distribuzione
Distribuito nei cinema italiani il 27 marzo 1975, La polizia ha le mani legate ha incassato complessivamente 854.798.250 lire dell'epoca.

### Edizione Home Video
L'edizione in DVD del film è uscita il 15 novembre 2005, pubblicata da Cecchi Gori Home Video, e presenta come contenuti speciali alcune interviste al cast e alcune biografie.

## Collegamenti ad altre pellicole
- In Mark il poliziotto spara per primo, uscito anch'esso nel 1975, in una scena ambientata nel cinema «Astor» di Savona, si può notare che il film proiettato nella sala è proprio La polizia ha le mani legate.